# Алвес, Хорхе
Хорхе (Джордж) Алвес (англ. Jorge (George) Alves; род. 30 января 1979, Стоутон, Массачусетс, США) — менеджер по экипировке и запасной игрок «Каролина Харрикейнз». 

## Биография
4 года прослужил в Корпусе морской пехоты США. Выступал на позиции вратаря в студенческой команде университета штата Северная Каролина и хоккейной лиге Восточного побережья за различные клубы.
Дебютировал в НХЛ в 37 лет, 31 декабря 2016 года. Он вышел на лёд в матче против «Тампы» за 7,6 секунд до конца 3 периода.